# 3767 DiMaggio
3767 DiMaggio eller 1986 LC är en asteroid i huvudbältet som upptäcktes 3 juni 1986 av den amerikanske astronomen Eleanor F. Helin vid Palomar-observatoriet. Den är uppkallad efter den italiensk-amerikanske basebollspelaren Joe DiMaggio.
Asteroiden har en diameter på ungefär 13 kilometer.